# Políptico das Sete Dores (Dürer)
O Políptico das Sete Dores era um políptico de oito pinturas a óleo sobre madeira criado cerca do ano de 1500 pelo mestre alemão da Renascença Albrecht Dürer (1471-1528), e que se encontra actualmente repartido entre a Antiga Pinacoteca, em Munique e a Pinacoteca dos Mestres Antigos, em Dresden.
O Políptico das Sete Dores era composto por um painel central, a Virgem das Dores (109 x 43,3 cm), e sete painéis laterais (medindo cerca de 60 x 46cm), sendo a Circuncisão de Jesus, a Fuga para o Egipto, o Menino Jesus entre os Doutores, Caminho do Calvário, Cristo pregado à Cruz, Crucificação e Deposição da Cruz, que correspondem às Sete Dores da Virgem Maria da devoção católica.
O painel central, Virgem das Dores, e quatro dos painéis laterais, Fuga para o Egipto, Caminho do Calvário, Cristo pregado à Cruz e Deposição da Cruz, encontram-se na Antiga Pinacoteca, em Munique, e os restantes três painéis laterais, Circuncisão de Jesus, Menino Jesus entre os Doutores e Crucificação, encontram-se na Pinacoteca dos Mestres Antigos, em Dresden.

## História
O Políptico foi encomendado por Frederico III, Príncipe-eleitor da Saxônia, pouco depois da sua reunião com Dürer em Nuremberg, em abril de 1496. Considerações estilísticas sugerem que o artista começou a trabalhar na pintura apenas ao redor de 1500.
Os estudiosos modernos tendem a atribuir a Dürer apenas o painel central, tendo os outros sido executados por alunos com base em desenhos seus. O painel central retratando a Mater Dolorosa chegou à Antiga Pinacoteca vinda do convento beneditino de Benediktbeuern no início do século XIX. Tendo sido restaurado na década de 1930, e após a remoção das sobrepinturas e acrescentos, foram redescobertos o nicho em forma de concha (um motivo típico da arte italiana), o halo e a espada (sendo esta um símbolo de Maria das Sete Dores), clarificando o tema da obra.
Os outros painéis estavam em Wittenberg, sede do castelo de Frederico, tendo, em 1640 sido colocados  na sua Câmara de Arte (Kunstkammer). Em meados do século XX também foram restaurados, a sua apresentação melhorou, mas a atribuição não foi esclarecida.

## Descrição
| # | Imagem | Título                         | Descrição |  |
| - | ------ | ------------------------------ | --- |  |
| 1 |        | Circuncisão de Jesus           | Trata-se de um dos sete painéis laterais do Políptico tendo de altura 83,7 cm e de largura 80,7 cm e representa o episódio bíblico da Circuncisão de Jesus. Pintado cerca de 1494-97, encontra-se actualmente na Pinacoteca dos Mestres Antigos de Dresden.                                                    |  |
| 2 |        | Fuga para o Egipto             | Trata-se de um dos sete painéis laterais do Políptico das Sete Dores tendo de altura 63 cm e de largura 46 cm e representa o episódio bíblico da Fuga para o Egipto. Pintado cerca de 1494-96 encontra-se actualmente na Antiga Pinacoteca de Munique.                                                         |  |
| 3 |        | Menino Jesus entre os Doutores | Trata-se de um dos sete painéis laterais do Políptico das Sete Dores tendo de altura 62,5 cm e 80,5 cm de largura e representa o episódio bíblico do diálogo entre Jesus ainda criança e os mestres do Templo. Pintado cerca de 1494-97, encontra-se actualmente na Pinacoteca dos Mestres Antigos de Dresden. |  |
| 4 |        | Caminho do Calvário            | Trata-se de um dos sete painéis laterais do Políptico das Sete Dores tendo de altura 63 cm e 44,5 cm de largura e representa o episódio bíblico do Caminho do Calvário por Cristo. Pintado cerca de 1494-96, encontra-se actualmente na Antiga Pinacoteca de Munique.                                          |  |
| 5 |        | Cristo pregado à Cruz          | Trata-se de um dos sete painéis laterais do Políptico das Sete Dores tendo de altura 62 cm e 46,5 cm de largura e representa o episódio bíblico da Crucificação de Jesus. Pintado cerca de 1494-97, encontra-se actualmente na Antiga Pinacoteca de Munique.                                                   |  |
| 6 |        | Crucificação                   | Trata-se de um dos sete painéis laterais do Políptico das Sete Dores tendo de altura 63,5 cm e 45,5 cm de largura e representa o episódio bíblico da Crucificação de Jesus. Pintado cerca de 1494-97, encontra-se actualmente na Pinacoteca dos Mestres Antigos de Dresden.                                    |  |
| 7 |        | Deposição da Cruz              | Trata-se de um dos sete painéis laterais do Políptico das Sete Dores tendo de altura 63 cm e 46 cm de largura e representa o episódio bíblico da Deposição da Cruz. Pintado cerca de 1494-97, encontra-se actualmente na Antiga Pinacoteca de Munique.                                                         |  |
| 8 |        | Virgem das Dores               | Trata-se do painel central do Políptico das Sete Dores tendo de altura 109,2 cm e 43,3 cm de largura e representa a Virgem Maria numa expressão de Mater Dolorosa. Pintado cerca de 1495-98, encontra-se actualmente na Antiga Pinacoteca de Munique.                                                          |  |